# Borno

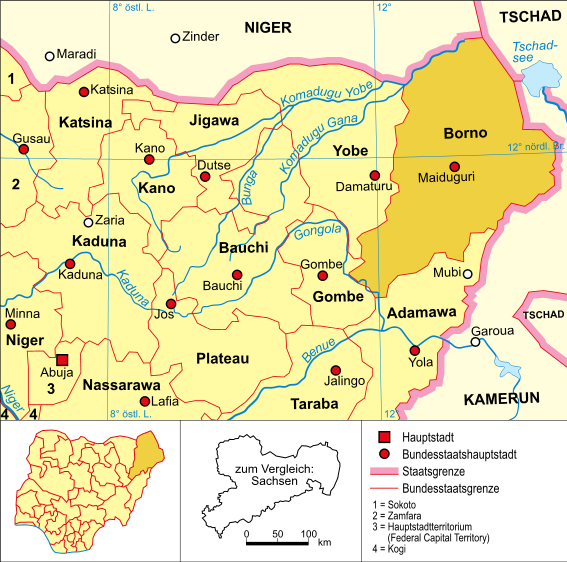
Lage von Borno in Nigeria

Borno ist der nördlichste Bundesstaat des westafrikanischen Landes Nigeria. Die Hauptstadt ist Maiduguri, die mit 1.112.511 Einwohnern (2005) auch die größte Stadt des Bundesstaates ist. Die dominierende Bevölkerungsgruppe sind die Kanuri, vorherrschende Religion ist der sunnitische Islam.

## Geografie
Der Bundesstaat liegt im Nordosten im nigerianischen Teil des Tschadbeckens und grenzt im Nordwesten an die Republik Niger, im Nordosten an den Tschad, im Süden an den Bundesstaat Adamawa, im Westen an die Bundesstaaten Yobe und Gombe und im Osten an Kamerun. Das Chingurmi-Duguma Gebiet an der östlichen Grenze zu Kamerun steht auf 1228 km² unter Naturschutz und ist Teil des Nationalpark Tschadbecken. Die Topographie des Bundesstaates ist geteilt in zwei Regionen, die Flachländer des Tschadbeckens im Norden und den gebirgigen Regionen des Biu-Plateaus im Südwesten und dem Mandara-Gebirge im Südosten. Der längste Fluss der Region ist der Yedseram, dieser entspringt im Mandara-Gebirge und fließt nordostwärts dem Tschadsee entgegen, den er jedoch seit den 1980er-Jahren nicht mehr erreicht. Er speist in der Hochwassersaison in den Sambisa-Sümpfen den anderen großen Fluss der Region, dem Ngadda. Dieser wird am Alau-Stausee aufgestaut, der Haupttrinkwasserquelle der Provinzhauptstadt Maiduguri, speist die Jere Bow-Feuchtgebiete und fließt entlang des Bama Beach Ridge nordwärts. Der Bama Beach Ridge ist ein niedriger Höhenzug der vor ca. 6000 Jahren die Küste des Mega-Tschadsees bildete und aus inaktiven Sanddünen besteht, die mit einer Grasvegetation überzogen sind. Die Grenze zu Kamerun bildet der Flusslauf des El Beid, der als der wasserreichste Fluss der Region gilt. Der ehemalige Anteil des Bundesstaates am Tschadsee ist seit den 1980er-Jahren ein Feuchtgebiet, das im Jahre 2008 unter dem Titel Lake Chad Wetlands in Nigeria in die Liste der Feuchtgebiete von internationaler Bedeutung der Ramsar-Konvention aufgenommen wurde.

## Geschichte
Auf einen lange ununterbrochene Besiedlungsgeschichte, auf dem Gebiet des Bundesstaates, weisen die Ausgrabungsstätten der Gajiganna-Kultur, südöstlich des Tschadsees hin.
Auf der Grundlage des fortbestehenden historischen Emirates Borno wurde am 3. Februar 1976 der Bundesstaat aus einem Teil des früheren Bundesstaates „North-Eastern“ gebildet. Erster Gouverneur war zwischen Februar 1976 und März 1976 Muhammadu Buhari.

## Politik
Gegenwärtiger Gouverneur ist seit 2019 Babagana Umara Zulum. Die Emirate existieren noch heute als Monarchien, welche subnationale Entitäten darstellen. Allerdings haben die Emire lediglich beratende Funktion.
Im Bundesstaat Borno gilt das islamische Recht, die Scharia, welche als Quelle der Gesetzgebung und der Rechtsprechung fungiert.

## Gouverneure und Administratoren
- Muhammadu Buhari (Gouverneur 1976)
- Mustapha Amin (Gouverneur 1976–1978)
- Tunde Idiagbon (Gouverneur 1978–1979)
- Mohammed Goni (Gouverneur 1979–1983)
- Sheikh Jarma (Gouverneur 1983)
- Abubakar Waziri (Gouverneur 1984–1985)
- Abdul Mumini Aminu (Gouverneur 1985–1987)
- Abduwan Mohammed (Gouverneur 1987–1989)
- Mohammed Maina (Gouverneur 1989–1990)
- Mohammed Marwa (Gouverneur 1990–1992)
- Maina Maaji Lawan (Gouverneur 1992–1993)
- Ibrahim Dada (Administrator 1993–1996)
- Victor Ozodunobi (Administrator 1996–1998)
- Lawal Haruna (Administrator 1998–1999)
- Mala Kachalla (Gouverneur 1999–2003)
- Ali Modu Sheriff (Gouverneur 2003–2011)
- Kashim Shettima (Gouverneur 2011–2019)
- Babagana Umara Zulum (Gouverneur 2019–)

## Verwaltung
Der Staat gliedert sich in 27 Local Government Areas. Diese sind: Abadam, Askira-Uba, Bama, Bayo, Biu, Chibok, Damboa, Dikwa, Gubio, Guzamala, Gwoza, Hawul, Jere, Kaga, Kala-Balge, Konduga, Kukawa, Kwaya-Kusar, Mafa, Magumeri, Maiduguri, Marte, Mobbar, Monguno, Ngala, Nganzai und Shani.

## Wirtschaft
Die Landwirtschaft ist der Hauptwirtschaftszweig in Borno. Es werden Hirse, Reis, Maniok, Datteln, Gemüse, Sorghum, Weizen, Kartoffeln, Bohnen, Zuckerrohr, Erdnüsse, Baumwolle und Kautschuk angebaut sowie Viehzucht betrieben.
Der Staat exportiert dekorative Lederarbeiten, Schuhe, Klebstoffe, Gelatine und sonstige Güter. Der Fischfang und die Fischverarbeitung sind bedeutend.

## Infrastruktur
Borno hat eine gut ausgebaute Infrastruktur und Verbindungen auf dem Luftweg, per Eisenbahn und Straße zu anderen Bundesstaaten.
In Maiduguri befindet sich ein internationaler Flughafen.